# Jada Pinkett Smith
Jada Koren Pinkett Smith (/ˈdʒeɪdə ˈpɪŋkɪt/) (Baltimore, Maryland, 1971. szeptember 18. –) amerikai színésznő, táncosnő, énekes-dalszerző és üzletasszony.
Miután 1990-ben vendégszerepelt a True Colors című sorozatban, 1991 és 1993 között Bill Cosby A Different World című szituációs komédiájában játszott. 1993-ban debütált a filmvásznon a Veszélyes elemek című filmdrámában. 1994-ben a Tintatartó című romantikus vígjáték-drámában tűnt fel, ezt követte a Bölcsek kövére (1996), Eddie Murphy oldalán. További filmjei közé tartozik A nagy dobás (1996), a Sikoly 2. (1997), az Ali (2001), a Mátrix – Újratöltve és a Mátrix – Forradalmak (2003), valamint a Rossz anyák (2016). Szinkronszínészként hangját kölcsönözte a 2005-ös Madagaszkár című filmben és annak több folytatásában. A 2010-es évek közepén a Gotham című televíziós sorozatban töltött be fontosabb szerepet.      
Zenei karrierje 2002-ben indult a Wicked Wisdom nevű metálzenekarral, melyben énekes-dalszerző feladatkört tölt be.
1997 óta a színész és zenész Will Smith felesége. Két közös gyermekük született, Jaden és Willow.

## Fiatalkora és családja
A marylandi Baltimore-ban született Jada Koren Pinkett édesanyja kedvenc szappanopera-színésznője, Jada Rowland után kapta nevét. Édesanyja Adrienne Banfield-Jones, egy baltimore-i belvárosi klinika vezető nővére, édesapja Robsol Pinkett, Jr., egy építési cég tulajdonosa. Egy öccse van, a később színészként és forgatókönyvíróként dolgozó Caleeb Pinkett. Anyai ágról jamaicai, apai ágról afroamerikai felmenőkkel rendelkezik. Banfield-Jones középiskolás korában adott életet lányának, ezután összeházasodott az apával, de pár hónap múlva el is váltak. Lányát szociális munkás édesanyja, Marion Martin Banfield segítségével nevelte fel. Banfield fedezte fel unokája szenvedélyét az előadóművészet iránt, ezért zongora, tap dance és balettórákra íratta be. Pinkett Smith későbbi élete során is szoros kapcsolatban maradt édesanyjával, valamint nagyanyjával.
Jada Pinkett a Baltimore-i Művészeti Iskola hallgatója lett, itt találkozott és került szoros barátságba osztálytársával, Tupac Shakurral. Ebben az időben Smith drogdílerként is tevékenykedett. Fő szakirányként táncot és színházművészetet tanult, majd 1989-ben érettségizett. Tanulmányait a University of North Carolina School of the Arts intézményben folytatta.
Los Angelesbe költözött, ahol az egykori kaszkadőr, jelenleg producer LaVern Whitt-tel lakott együtt. Whitt segített neki pályája beindításában, többek között ügynököt találni, emellett több befolyásos híresség barátjának is bemutatta. Jada Pinkett először Keenen Ivory Wayans In Living Color című televíziós műsorának koreográfusi pozícióját pályázta meg, ám a munkakört ekkorra már Rosie Perez töltötte be. 

## Filmográfia

### Film
| Év   | Magyar cím                                        | Eredeti cím                                 | Szerep                    | Magyar hang      |
| ---- | ------------------------------------------------- | ------------------------------------------- | ------------------------- | ---------------- |
| 1993 | Veszélyes elemek                                  | Menace II Society                           | Ronnie                    |                  |
| 1994 | Tintatartó                                        | The Inkwell                                 | Lauren Kelly              | Fazekas Zsuzsa   |
| 1994 | Jason balladája                                   | Jason's Lyric                               | Lyric                     |                  |
| 1994 | Szimatnak szemét, szemétnek szimat                | A Low Down Dirty Shame                      | Peaches                   | Biró Anikó       |
| 1995 | Mesék a kriptából – Démonlovag                    | Tales from the Crypt Presents: Demon Knight | Jeryline                  |                  |
| 1996 | Bölcsek kövére                                    | The Nutty Professor                         | Carla Purty professzor    | Györgyi Anna     |
| 1996 | A nagy dobás                                      | Set It Off                                  | Lida "Stony" Newsom       | Hámori Eszter    |
| 1997 | Sikoly 2.                                         | Scream 2                                    | Maureen Evans (cameo)     | Rudolf Teréz     |
| 1998 | Woo                                               | Woo                                         | Woo                       | Timkó Eszter     |
| 1998 |                                                   | Blossoms and Veils (rövidfilm)              | Raven                     |                  |
| 1998 | Visszatérés a Paradicsomba                        | Return to Paradise                          | M.J. Major                | Makay Andrea     |
| 1998 | Isten hozta Hollywoodban                          | Welcome to Hollywood                        | önmaga                    |                  |
| 1999 | A vadon hercegnője                                | Princess Mononoke                           | Toki (angol hangja)       |                  |
| 2000 | Afro-tv                                           | Bamboozled                                  | Sloan Hopkins             | Bánfalvi Eszter  |
| 2001 | Békés családi tűzfészek                           | Kingdom Come                                | Charisse Slocumb          | Náray Erika      |
| 2001 | Ali                                               | Ali                                         | Sonji Roi                 | Zsigmond Tamara  |
| 2003 | Mátrix – Újratöltve                               | The Matrix Reloaded                         | Niobe                     | Bognár Gyöngyvér |
| 2003 | Mátrix – Forradalmak                              | The Matrix Revolutions                      | Niobe                     | Bognár Gyöngyvér |
| 2004 | Collateral – A halál záloga                       | Collateral                                  | Annie Farrell             | Udvarias Anna    |
| 2005 | Madagaszkár                                       | Madagascar                                  | Gloria (hangja)           | Liptai Claudia   |
| 2007 | Üres város                                        | Reign Over Me                               | Janeane Johnson           | Bognár Gyöngyvér |
| 2008 | Nők                                               | The Women                                   | Alex Fisher               | Bognár Gyöngyvér |
| 2008 | Magánalku                                         | The Human Contract                          | Rita                      | Solecki Janka    |
| 2008 | Madagaszkár 2.                                    | Madagascar: Escape 2 Africa                 | Gloria (hangja)           | Liptai Claudia   |
| 2009 | MadagaszKarácsony                                 | Merry Madagascar                            | Gloria (hangja)           | Liptai Claudia   |
| 2012 | Men in Black – Sötét zsaruk 3.                    | Men in Black 3                              | vendég a partin (cameo)   |                  |
| 2012 | Madagaszkár 3.                                    | Madagascar 3: Europe's Most Wanted          | Gloria (hangja)           | Liptai Claudia   |
| 2013 | Madagaszkár – Állati szerelem                     | Madly Madagascar                            | Gloria (hangja)           | Liptai Claudia   |
| 2015 | Magic Mike XXL                                    | Magic Mike XXL                              | Rome                      | Bognár Gyöngyvér |
| 2016 | Rossz anyák                                       | Bad Moms                                    | Stacy                     | Náray Erika      |
| 2017 | Csajtúra                                          | Girls Trip                                  | Lisa Cooper               |                  |
| 2019 | Támadás a Fehér Ház ellen 3. – A védangyal bukása | Angel Has Fallen                            | Helen Thompson FBI-ügynök | Bognár Gyöngyvér |
| 2021 | Mátrix: Feltámadások                              | The Matrix: Resurrections                   | Niobe                     |                  |
| 2025 | Karate kölyök – Legendák                          | Karate Kid: Legends                         | filmproducer              | –                |

### Televízió
| Év        | Magyar cím     | Eredeti cím               | Szerep              | Megjegyzések                                                                                     |
| --------- | -------------- | ------------------------- | ------------------- | ------------------------------------------------------------------------------------------------ |
| 1990      |                | True Colors               | Beverly             | 1 epizód                                                                                         |
| 1990      |                | Moe's World               | Natalie             | tévéfilm                                                                                         |
| 1991      |                | 21 Jump Street            | Nicole              | 1 epizód                                                                                         |
| 1991      |                | Doogie Howser, M.D        | Trish Andrews       | 1 epizód                                                                                         |
| 1991–1993 |                | A Different World         | Lena James          | 46 epizód                                                                                        |
| 1996      |                | If These Walls Could Talk | Patti               | tévéfilm                                                                                         |
| 2009–2011 | Trinity kórház | Hawthorne                 | Christina Hawthorne | főszereplő                                                                                       |
| 2003      |                | Maniac Magee              | Amanda Beale        | tévéfilm                                                                                         |
| 2014–2017 | Gotham         | Gotham                    | Fish Mooney         | - állandó szereplő (1. évad) - különleges vendégszereplő (2-3. évad) - magyar hangja Radó Denise |

### Videójátékok
| Év   | Cím              | Szerep         | Megjegyzések           |
| ---- | ---------------- | -------------- | ---------------------- |
| 2003 | Enter the Matrix | Niobe (hangja) | élőszereplős jelenetek |

## Fordítás
- Ez a szócikk részben vagy egészben  a   Jada Pinkett Smith című angol Wikipédia-szócikk fordításán alapul.  Az eredeti cikk szerkesztőit annak laptörténete sorolja fel. Ez a jelzés csupán a megfogalmazás eredetét és a szerzői jogokat jelzi, nem szolgál a cikkben szereplő információk forrásmegjelöléseként.